# Anh hùng xạ điêu (phim truyền hình 1994)
Anh hùng xạ điêu (chữ Hán giản thể: 射雕英雄传, chữ Hán phồn thể: 射鵰英雄傳) là bộ phim võ hiệp do Đài truyền hình TVB của Hồng Kông sản xuất dựa theo bộ tiểu thuyết cùng tên của nhà văn Kim Dung. Bộ phim gồm 35 tập được trình chiếu trên TVB từ ngày 1/8 đến 16/9/1994. Không thành công như phiên bản cũ Anh hùng xạ điêu (phim truyền hình 1983)

## Diễn viên

### Diễn viên chính
- Trương Trí Lâm: Quách Tĩnh
- Chu Nhân: Hoàng Dung
- La Gia Lương: Dương Khang
- Quan Bảo Tuệ: Mục Niệm Từ

### Các diễn viên khác
- Hoàng Thành Tưởng: Vương Đạo Càn
- Quan Tinh: Hoàn Nhan Hồng Hy
- Lâm Thượng Vũ: Khưu Xứ Cơ
- Lâm Gia Hoa: Dương Thiết Tâm
- Tăng Vĩ Quyền: Quách Khiếu Thiên
- Hoàng Nhất Phi: Đoàn Thiên Đức
- Vương Vĩ: Hoàn Nhan Hồng Liệt
- Ngô Lệ Châu: Lý Bình
- Giang Nghị: Kha Trấn Ác
- Ngải Uy: Chu Thông
- Hoàng Thiên Đạc: Hàn Bảo Câu
- Trịnh Gia Sinh: Nam Hy Nhân
- Lý Diệu Kính: Trương A Sinh
- Bác Quân: Toàn Kim Phát
- Trần An Oánh: Hàn Tiểu Oanh
- Phan Văn Bách: Truật Xích
- Hà Kim Linh: Sát Hợp Đài
- Đới Thiếu Dân: Oa Khoát Đài
- Hoàng Trí Hiền: Đà Lôi
- Trần Bội San: Hoa Tranh
- Lý Vệ Dân: Bác Nhĩ Truật
- Trương Hoàng Vĩ: Bác Nhĩ Hốt
- Lý Hoàng Sinh: Mộc Hoa Lê
- Hứa Thực Hiền: Xích Lão Ôn
- Lương Thiếu Địch: Tang Côn
- Tuấn Hùng: Trát Mộc Hợp
- Đàm Nhất Thanh: Vương Hãn
- Vương Duy Đức: Đô Sử
- Mạch Thúy Nhàn: Mai Siêu Phong
- Mã Đức Chung: Trần Huyền Phong
- Lạc Ứng Quân: Hoàng Dược Sư (Đông Tà)
- Chu Thiết Hoà: Âu Dương Phong (Tây Độc)
- Lê Hán Trì: Đoàn Chí Hưng-Nhất Đăng đại sư (Nam Đế)
- Lưu Đơn: Hồng Thất Công (Bắc Cái)
- Lê Diệu Tường: Chu Bá Thông (Lão ngoan đồng)
- Trần Khiết Nghi: Cô khùng
- Lâm Gia Đống: Doãn Chí Bình
- Quảng Tá Huy: Mã Ngọc
- Lâm Vĩ: Âu Dương Khắc
- Trần Duệ: Trình Dao Gia
- Lưu Giang: Thành Cát Tư Hãn
- Lương Uyển Tĩnh: Bao Tích Nhược
- Phương Kiệt: Lục Thừa Phong
- Quách Chính Hồng: Lục Quán Anh
- Hồng Triều Phong: Cừu Thiên Trượng (Cừu Thiên Nhận)
- Trần Vinh Tuấn: Vương Xứ Nhất
- Tiêu Hùng: Hầu Thông Hải
- Văn Khiết: Tôn Bất Nhị
- Trần Địch Hắc: Sa Thông Thiên
- Lục Ứng Khang: Khúc Linh Phong
- Đặng Dục Vinh: Lương Tử Ông
- Mạch Tử Vân: Bành Liên Hổ
- Tào Tế: Linh Trí thượng nhân
- Đặng Nhữ Siêu: Lê Sinh
- Mạch Gia Luân: Dư Triệu Hưng
- Lương Khâm Kỳ: Lưu Xứ Huyền
- Diệp Trấn Hoa: Đàm Xứ Đoan
- La Duy: Hách Đại Thông
- Ngu Thiên Vĩ: Giản trưởng lão
- Lý Hải Sinh: Bành trưởng lão
- Trần Miễn Lương: Lỗ Hữu Cước
- Tưởng Văn Đoan: Anh Cô
- Quách Trác Hoa: Ngư (Điểm Thương Ngư Ẩn)
- Hoàng Văn Tiêu: Tiều
- Thiệu Trác Nghiêu: Canh (Võ Tam Thông)
- Lâm Kiếm Phong: Độc (Chu Tử Liễu)
- Quách Đức Tín: Vương Trùng Dương
- Vương Vĩ Lương vai Tiền Thanh Kiện

## Âm nhạc
Bài hát chủ đề của phim là Tuyệt thế tuyệt chiêu (絕世絕招) do Cố Gia Huy sáng tác nhạc, Hoàng Triêm viết lời, Trương Trí Lâm và Ngô Thanh Liên cùng thể hiện. Bài hát kết thúc phim là Nan đắc hồ đồ (難得糊塗) do Phùng Kính Huy sáng tác nhạc, Lâm Tịch viết lời, Trương Trí Lâm thể hiện.